# Charles Dupond
Charles Désiré Dupond (* 8. April 1872 in Slijpe; † 20. November 1952 in Laeken/Laken, Brüssel) war ein belgischer Ornithologe sowie Direktor und Herausgeber der Fachzeitschrift Le Gerfaut - Revue belge d'Ornithologie.

## Leben und Wirken
Dupond war 30 Jahre redaktionell für Le Gerfaut, eine ornithologische Fachzeitschrift, die vom Institut Royal des Sciences Naturelles de Belgique herausgegeben wird, tätig. Es war Victor van Straelen (1889–1964), der ihn an das Institut holte. Für das Institut arbeitete er seit 1927 und beschäftigte sich dort hauptsächlich mit ornithologischen Fragen. Es ist ihm zu verdanken, dass in Belgien die Vogelberingung eingeführt wurde. Eine sehr schwere Krankheit führte drei Jahre vor seinem Tod dazu, dass er alle seine Tätigkeiten aufgab. Er war Mitglied der Société ornithologique de France, mit der er in ständiger Korrespondenz war. 1942 publizierte er eine Studie über die Avifauna der Philippinen und Niederländisch-Indien. 1950 publizierte er in Kooperation mit Jean Maus eine Ergänzung zu Georges Charles Marie Clément Raphaël van Havres (1871–1934) Buch Les Oiseaux de la Faune belge. Für Les Oiseaux de la Faune belge arbeitete er schon mit van Havre zusammen, doch wollte dieser keinen Co-Autoren auf seinem Werk akzeptieren. Auch einige Nachrufe u. a. für van Havre, Henri Louis Ernest Jouard (1896–1938) und Philogène Auguste Galilée Wytsman (1866–1925) wurden von ihm publiziert. Seit 1932 war er ein gewähltes Mitglied der American Ornithologists’ Union.

## Schriften (Auswahl)
- Le Circaète de Serpents. In: Le Gerfaut - Revue belge d'Ornithologie. Band 13, Nr. 1, 1923, S. 6–20 (biodiversitylibrary.org).
- Nécrologie: Philogène Auguste Galilée Wytsman. In: Le Gerfaut - Revue belge d'Ornithologie. Band 15, Nr. 1, 1925, ISSN 0251-1193, S. 51–52.
- Œuvre du Baguage des Oiseaux en Belgigue. In: Le Gerfaut - Revue belge d'Ornithologie. Band 22, Nr. 1, 1932, ISSN 0251-1193, S. 41–93.
- Georges Charles Marie Clément Raphaël Chevalier van Havre. In: Le Gerfaut - Revue belge d'Ornithologie. Band 23, Nr. 1, 1933, ISSN 0251-1193, S. 40–46.
- Nécrologie: Henri Jouard. In: Le Gerfaut - Revue belge d'Ornithologie. Band 28, Nr. 1, 1938, ISSN 0251-1193, S. 43–44.
- Contribution à l'étude de la faune ornithologique des Iles Philippines et des Indes orientales néerlandaises. In: Mémoires du Musée royal d'histoire naturelle de Belgique (= 2). Band 23, 1942, S. 1–153.
- De vogels van België: aanvulling bij de verzameling gekleurde postkaarten uitgegeven door het vermogen van het Koninklijk natuurhistorisch museum van België. Koninklijk natuurhistorisch museum van België, Brüssel 1943.
- mit Jean Maus: Supplément à l'ouvrage du Chevalier G. M. C. van Havre: Les Oiseaux de la Faune belge. Institut royal des Sciences naturelles de Belgique, Brüssel 1950.